# Dryopteris varia
Dryopteris varia är en träjonväxtart som först beskrevs av Carolus Linnaeus, och fick sitt nu gällande namn av O. Kze. Dryopteris varia ingår i släktet Dryopteris och familjen Dryopteridaceae. Inga underarter finns listade.